# Atlantic Division (NBA)
Atlantic Division – jedna z dywizji znajdujących się w konferencji wschodniej w NBA. Obecnymi zespołami są: Philadelphia 76ers, New York Knicks, Brooklyn Nets, Boston Celtics i Toronto Raptors, którzy dołączyli, przenosząc Washington Wizards, Orlando Magic i Miami Heat do nowej Southeast Division.

## Mistrzowie dywizji
- 1971: New York Knicks
- 1972: Boston Celtics
- 1973: Boston Celtics
- 1974: Boston Celtics
- 1975: Boston Celtics
- 1976: Boston Celtics
- 1977: Philadelphia 76ers
- 1978: Philadelphia 76ers
- 1979: Washington Bullets
- 1980: Boston Celtics
- 1981: Boston Celtics
- 1982: Boston Celtics
- 1983: Philadelphia 76ers
- 1984: Boston Celtics
- 1985: Boston Celtics
- 1986: Boston Celtics
- 1987: Boston Celtics
- 1988: Boston Celtics
- 1989: New York Knicks
- 1990: Philadelphia 76ers
- 1991: Boston Celtics
- 1992: Boston Celtics
- 1993: New York Knicks
- 1994: New York Knicks
- 1995: Orlando Magic
- 1996: Orlando Magic
- 1997: Miami Heat
- 1998: Miami Heat
- 1999: Miami Heat
- 2000: Miami Heat
- 2001: Philadelphia 76ers
- 2002: New Jersey Nets
- 2003: New Jersey Nets
- 2004: New Jersey Nets
- 2005: Boston Celtics
- 2006: New Jersey Nets
- 2007: Toronto Raptors
- 2008: Boston Celtics
- 2009: Boston Celtics
- 2010: Boston Celtics
- 2011: Boston Celtics
- 2012: Boston Celtics
- 2013: New York Knicks
- 2014: Toronto Raptors
- 2015: Toronto Raptors
- 2016: Toronto Raptors
- 2017: Boston Celtics
- 2018: Toronto Raptors
- 2019: Toronto Raptors
- 2020: Toronto Raptors
- 2021: Philadelphia 76ers
- 2022: Boston Celtics
- 2023: Boston Celtics
- 2024: Boston Celtics

## Zwycięzcy
- 25: Boston Celtics
- 7: Toronto Raptors
- 6: Philadelphia 76ers
- 5: New York Knicks
- 4: New Jersey Nets
- 4: Miami Heat
- 2: Orlando Magic
- 1: Washington Bullets